# Aleksander Achmatowicz
Aleksander Achmatowicz (ur. 19 listopada 1865 w Bergaliszkach, zm. 7 marca 1944 w Częstochowie) – polski prawnik, minister sprawiedliwości w rządach Krymu i Litwy Środkowej, senator II RP pochodzenia tatarskiego.

## Życiorys
Syn Macieja (prawnika wojskowego) i Heleny z Tuhan Baranowskich. Uczęszczał do gimnazjum w Wilnie, gdzie przyjaźnił się m.in. z Józefem i Bronisławem Piłsudskim, ze szkoły został usunięty za obronę ukaranego ucznia mówiącego po polsku, w związku z czym maturę zdał w gimnazjum prywatnym w Petersburgu (1886). W latach 1886–1890 studiował na Wydziale Prawa Cesarskiego Uniwersytetu Warszawskiego. Po studiach pracował w sądownictwie guberni wileńskiej, od 1909 w sądownictwie w Warszawie. W latach 1914–1917 był wiceprokuratorem Departamentu Cywilnego Senatu Rządzącego w Petersburgu i prokuratorem Sądu Kasacyjnego dla Królestwa Polskiego. W latach 1917–1918 pełnił funkcję prezesa Związku Tatarów Polski, Litwy, Białorusi i Ukrainy. W 1918 otrzymał tekę ministra sprawiedliwości w rządzie krymskim generała Macieja Sulejmana Sulkiewicza.
W 1919 osiadł w Polsce. W styczniu t.r. zainicjował utworzenie pułku jazdy tatarskiej im. pułkownika Mustafy Achamtowicza, w którym w 1920 służyli jego synowie. Zajmował kolejno stanowiska prezesa Sądu Apelacyjnego Ziem Przyfrontowych i Etapowych, dyrektora Departamentu Sprawiedliwości Tymczasowej Komisji Rządzącej Litwy Środkowej, prezesa Sądu Kasacyjnego dla Litwy Środkowej. Był również wiceprezesem Towarzystwa Prawniczego w Wilnie. W 1923 organizował i przewodniczył obradom Wszechpolskiego Zjazdu Muzułmańskiego w Wilnie. W latach 1928–1930 pełnił mandat senatora RP, wybrany z listy BBWR. Był autorem szeregu prac z prawa cywilnego i aspektów prawnych Koranu.
Ożenił się z Emilią Najman Bek-Oleszkiewicz-Kryczyńską (zm. 1911), córką Samuela, generała w służbie rosyjskiej. Mieli sześciu synów i dwie córki: Bohdana (zm. 1916); Leona (zm. 1974 w Kanadzie), chirurga, żołnierza II Korpusu Polskiego we Włoszech; Aleksandra (Iskandra, zm. w czerwcu 1941), porucznika WP, sędziego, zamordowanego na Białorusi; Macieja (zm. w dzieciństwie); Konstantego (Kerima, zm. prawdopodobnie po 24 czerwca 1941 na terenie ZSRR), podporucznika WP, sędziego, aresztowanego przez NKWD; Osmana (zm. 1988), chemika, członka Polskiej Akademii Nauk; Helenę po mężu Rodkiewicz (zm. we wrześniu 1942), rozstrzelaną wraz z mężem i synem przez sowieckich partyzantów pod Lidą; Tamarę (I v. Anatolową Kryczyńską, II v. Aleksandrową Sulkiewicz), osiadłą po II wojnie światowej w Londynie.
Zmarł w Częstochowie. Został pochowany na cmentarzu muzułmańskim w Warszawie.